# Желнина (Сорокинский район)
Желнина — деревня в Сорокинском районе Тюменской области России. Входит в состав Готопутовского сельского поселения.

## История
До 1917 года входила в состав Готопутовской волости Ишимского уезда Тюменской губернии. По данным на 1926 год состояла из 124 хозяйств. В административном отношении являлась центром Желнинского сельсовета Сорокинского района Ишимского округа Уральской области.

## Население
| 2010 |
| ---- |
| 146  |

По данным переписи 1926 года в деревне проживало 590 человек (279 мужчин и 311 женщин), в том числе: русские составляли 100 % населения.
Согласно результатам переписи 2002 года, в национальной структуре населения русские составляли 95 % из 190 чел.